# Mombasa (hạt)
Hạt Mombasa là một hạt thuộc tỉnh Coast ở Kenya. Theo điều tra dân số ngày 24 tháng 8 năm 1999, hạt này có dân số 665018 người. Hạt Mombasa có diện tích 230 km². Hạt lỵ đóng tại Mombasa.